# Kiara Lord
Kiara Lord (Budapest, 4 de septiembre de 1992) es una actriz pornográfica y modelo erótica húngara.

## Biografía
Kiara Lord, nombre artístico, nació en Budapest en septiembre de 1992 en una familia de ascendencia rusa. Antes de su debut profesional, estudió Medicina en la Universidad de Semmelweis, donde cursó hasta tercero de carrera. Entró en contacto con una agencia de modelaje en septiembre de 2013, con la que realizó algunas sesiones y en octubre de ese mismo año, con 21 años, debutó como actriz pornográfica con la película Kiara's sofa, de la productora 21 Sextury.
Como actriz ha trabajado para productoras europeas y estadounidenses como DDF Network, Marc Dorcel, Mofos, Girlfriends Films, 21Sextury, SexArt, Pervision, Brazzers, Evil Angel, Manwin Content, Viv Thomas, Private o Reality Kings.
En 2015 recibió su primera nominación en los Premios XBIZ en la categoría de Artista femenina extranjera del año.
Decidió aparcar su actividad como actriz pornográfica en 2018, cuatro años después de su debut, para regresar más adelante, en 2020, manteniéndose activa hasta la actualidad, habiendo grabado algo más de 410 películas.
Alguno de sus trabajos son Awesome 3Some, European Invasion 2, Foot Art, Foot Lovers Lesbians, Married But Horny, My Hot Roommate 10, Office Nymphs, Rocco One On One 8, Stepmom Lessons 4 o Three.

## Premios y nominaciones
| Año  | Ceremonia    | Resultado | Premio                              | Trabajo |
| ---- | ------------ | --------- | ----------------------------------- | ------- |
| 2015 | Premios XBIZ | Nominada  | Artista femenina extranjera del año | —       |